# Spindelört
Spindelört (Thesium alpinum) är en växtart i familjen sandelträdsväxter. 